# Авакян, Грант Арсенович
Авакя́н Грант Арсе́нович (15 октября 1924, Баку, Азербайджанская ССР — 28 февраля 2017, Краснодар, Российская Федерация) — советский военный деятель, комсорг 1-го батальона 1054-го стрелкового полка. Полковник. Герой Советского Союза (1946).

## Биография
Родился в семье рабочего. Армянин. В 1941 году окончил 10 классов 177-й бакинской школы.

### Годы войны
С ноября 1941 года — в Красной Армии. В 1942 году окончил Бакинское военно-морское училище (досрочно, в связи с отправкой на фронт).
С 1942 по 1945 год — активный участник Великой Отечественной войны, наводчик противотанкового ружья (Северо-Кавказский фронт), комсорг батальона (1-й Белорусский фронт).
С 1945 года — член ВКП(б)/КПСС

#### Подвиг
В боях за железнодорожную станцию Вербиг, расположенную северо-восточнее города Зелов (Германия) 16 апреля 1945 года комсорг 1-го батальона 1054-го стрелкового полка (301-я стрелковая дивизия, 5-я ударная армия, 1-й Белорусский фронт) лейтенант Грант Авакян, заметив сосредоточение гитлеровцев в доме, бросил в окно три гранаты. Затем истребил большое число вражеских солдат и офицеров. Был тяжело ранен.
Из архива МО СССР: 

«…Войска 9-го стрелкового корпуса, наступавшие на левом фланге [5-й ударной] армии, к исходу дня [16 апреля 1945 года] также продвинулись на 6 км. При этом частями 301-й стрелковой дивизии, которой командовал полковник В. С. Антонов, был взят важный опорный пункт в системе обороны противника — Вербиг.
В боях на железнодорожную станцию Вербиг проявили массовый подвиг воины 1054-го стрелкового полка, которым командовал подполковник Н. Н. Радаев. При этом особо отличился в бою комсорг 1-го батальона лейтенант Г. А. Авакян. В районе железнодорожной станции Вербиг у стоявшего особняком дома группа гитлеровцев изготовилась для контратаки. Лейтенант Авакян, взяв с собой автоматчика, направился к этому дому, чтобы забросать врага гранатами и ворваться в здание. Скрытно подобравшись к дому, Авакян бросил в окно три гранаты. Гитлеровцы, охваченные паникой, выбежали из дома, но меткие пули автоматчиков батальона настигли их. В ходе боя лейтенант Авакян вместе со своими товарищами уничтожили 56 гитлеровцев и 14 пленили, захватив 2 бронетранспортёра. Над домом Авакян водрузил Красное знамя батальона. За героизм, проявленный в этом бою, лейтенант Грант Арсенович Авакян был удостоен звания Героя Советского Союза».
— Архив МО СССР, ф. 33, он. 793756, д. 1, л. 55., см. - Воробьёв Ф.Д., Пароткин И.В., Шиманский А.Н. «Последний штурм» (Берлинская операция 1945 г.). - М.: Воениздат, 1970, стр. 134-135
.
За проявленные мужество и героизм в боях с немецко-фашистскими захватчиками Указом Президиума Верховного Совета СССР от 15 мая 1946 года лейтенанту Авакяну Гранту Арсеновичу присвоено звание Героя Советского Союза
с вручением ордена Ленина и медали «Золотая Звезда».
В бою 24 апреля 1945 года при захвате и удержании плацдарма через реку Шпрее на улицах Берлина был тяжело ранен.

### Послевоенное время
В 1947 г. — окончил курсы политсостава, в 1953 г. — Военно-политическую академию, в 1973 г. — Высшие академические курсы при Московской Военно-политической академии.
- 1945—1949 гг. — секретарь бюро ВЛКСМ гвардейского стрелкового полка Группы советских войск в Германии,
- с 1953 по 1959 год — замкомандира полка по политчасти в Закавказском и Северо-Кавказском военных округах.
- 1959—1968 г. — заместитель начальника, начальник политотдела стрелковой дивизии Северо-Кавказского военного округа,
- 1968—1973 г. — первый заместитель начальника политотдела танковой армии Группы советских войск в Германии,
- 1973—1985 г. — начальник политотдела Одесского объединённого военного училища, начальник политотдела Бакинского высшего общевойскового командного училища, уволен в запас в звании полковника. Жил в Баку.

Во время межнациональных конфликтов в январе 1990 г. с семьёй вынужден был оставить город, спасаясь от расправы националистов. Переехал жить в Грозный, но очень скоро второй раз оказался в числе беженцев, на этот раз из дудаевской Чечни. Жил в городе Кореновске Краснодарского края, в последние годы — в Краснодаре.
Находясь на пенсии, вёл активную общественную деятельность.
Член комиссии содействия работе военкомата Прикубанского округа города Краснодара. Член Краснодарской краевой ассоциации Героев Советского Союза, РФ и полных кавалеров ордена Славы.
Похоронен на Славянском кладбище в Краснодаре.

## Награды и звания
- За проявленные мужество и героизм в боях с немецко-фашистскими захватчиками Указом Президиума Верховного Совета СССР от 15 мая 1946 года лейтенанту Авакяну Гранту Арсеновичу присвоено звание Героя Советского Союза
  - с вручением ордена Ленина и
  - медали «Золотая Звезда» (№ 6777)[3]
- кавалер ордена Ленина[3]
- орден Красного Знамени[4]
- ордена Отечественной войны 1-й и 2-й степени[5][6]
- три ордена Красной Звезды — (20.09.1944, 30.12.1956, 31.10.1967),[7]
- орден «За службу Родине в Вооружённых Силах СССР» 3-й степени
- звание «Почётный житель села Майрамадаг» (Северная Осетия)
- 21 медаль в том числе «За отвагу» (01.05.1943), «За боевые заслуги» (13.06.1952), «За взятие Берлина» (1945).

## Память

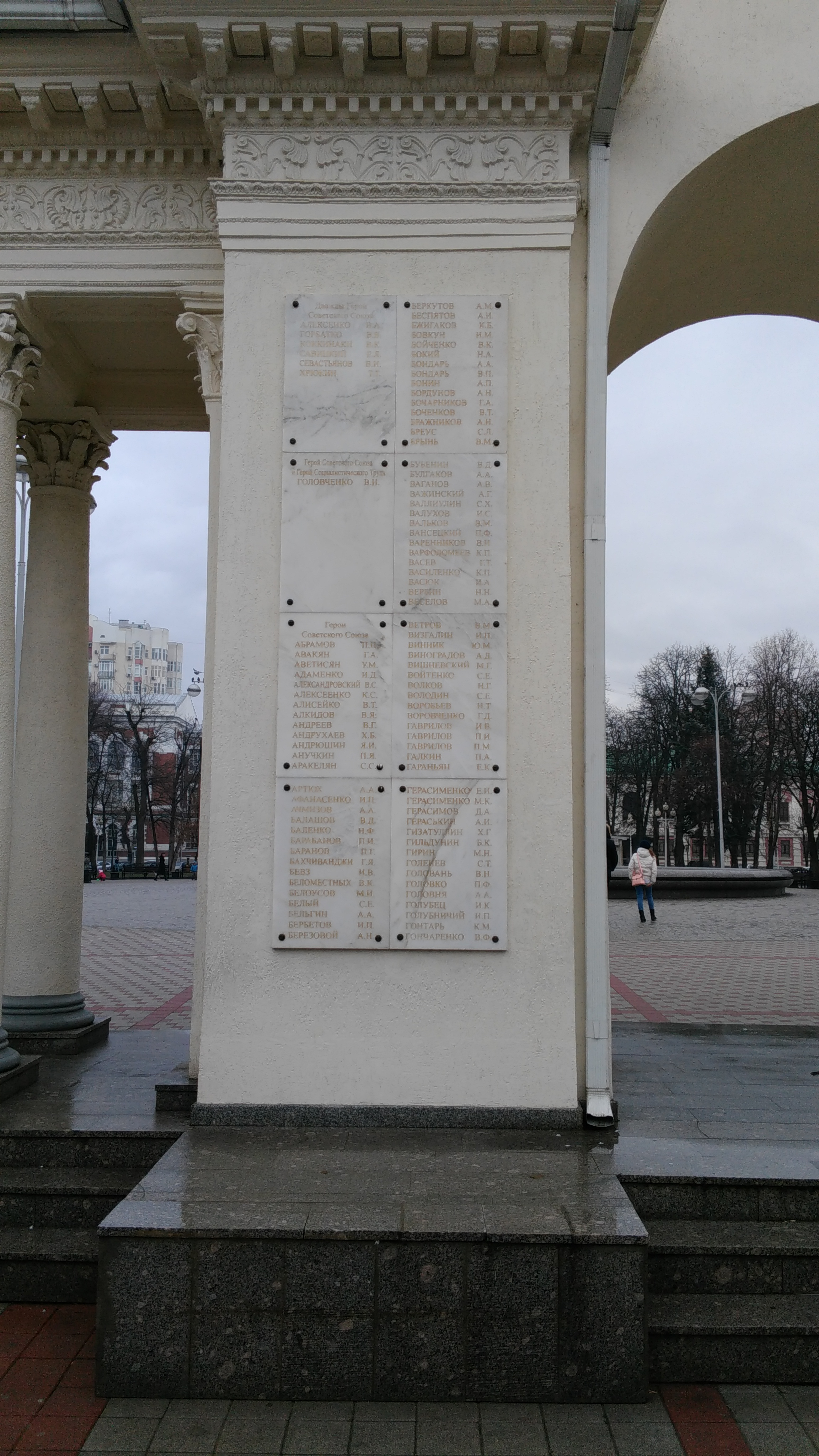
Имя Героя на мемориальной арке в Краснодаре (А-Г)

- Имя Героя увековечено на мемориальной арке в Краснодаре.
- Имя Героя высечено золотыми буквами в зале Славы Центрального музея Великой Отечественной войны в Парке Победы города Москвы.